# Bagnac-sur-Célé
Bagnac-sur-Célé (okzitanisch: Banhac) ist eine südfranzösische Gemeinde mit 1481 Einwohnern (Stand 1. Januar 2022). Sie liegt in der Kulturlandschaft des Quercy im Département Lot in der Region Okzitanien (zuvor Midi-Pyrénées).

## Lage
Bagnac-sur-Célé liegt in den südwestlichen Ausläufern des Zentralmassivs am Fluss Célé in einer Höhe von ca. 240 Metern ü. d. M. im Nordosten des Quercy. Die nächste Stadt, Figeac, ist etwa 15 Kilometer (Fahrtstrecke) in südwestlicher Richtung entfernt. Der nächstgrößere Ort Maurs befindet sich etwa sieben Kilometer nordöstlich.

## Bevölkerungsentwicklung
| Jahr      | 1962 | 1968 | 1975 | 1982 | 1990 | 1999 | 2006 | 2018 |
| Einwohner | 1580 | 1670 | 1691 | 1724 | 1582 | 1519 | 1551 | 1469 |

Bis zur Mitte des 19. Jahrhunderts hatte der Ort meist deutlich über 2000 Einwohner. Infolge der Reblauskrise im Weinbau und der Mechanisierung der Landwirtschaft ging die Einwohnerzahl seit der zweiten Hälfte des 19. Jahrhunderts kontinuierlich bis auf den Tiefststand der letzten Jahrzehnte zurück.

## Wirtschaft
Im Haut-Quercy wurde die Landwirtschaft jahrhundertelang in erster Linie zur Selbstversorgung betrieben, zu der bis ins 19. Jahrhundert hinein auch der Weinbau gehörte, der aber nach der Reblauskrise nahezu gänzlich aufgegeben wurde. Heute spielt – neben der Vieh- und Geflügelzucht – der Tourismus in Form der Vermietung von Ferienwohnungen (gîtes) eine große Rolle im Wirtschaftsleben der Gemeinde.

## Geschichte
Für das hohe Mittelalter wird die Existenz eines Priorates angenommen, welches der Abtei von Aurillac unterstellt gewesen sein soll. Im Hundertjährigen Krieg (1337–1453) und in den Religionskriegen (1562–1598) wurden die Klausurgebäude zerstört und die Kirche als Pfarrkirche weiter genutzt.

## Sehenswürdigkeiten

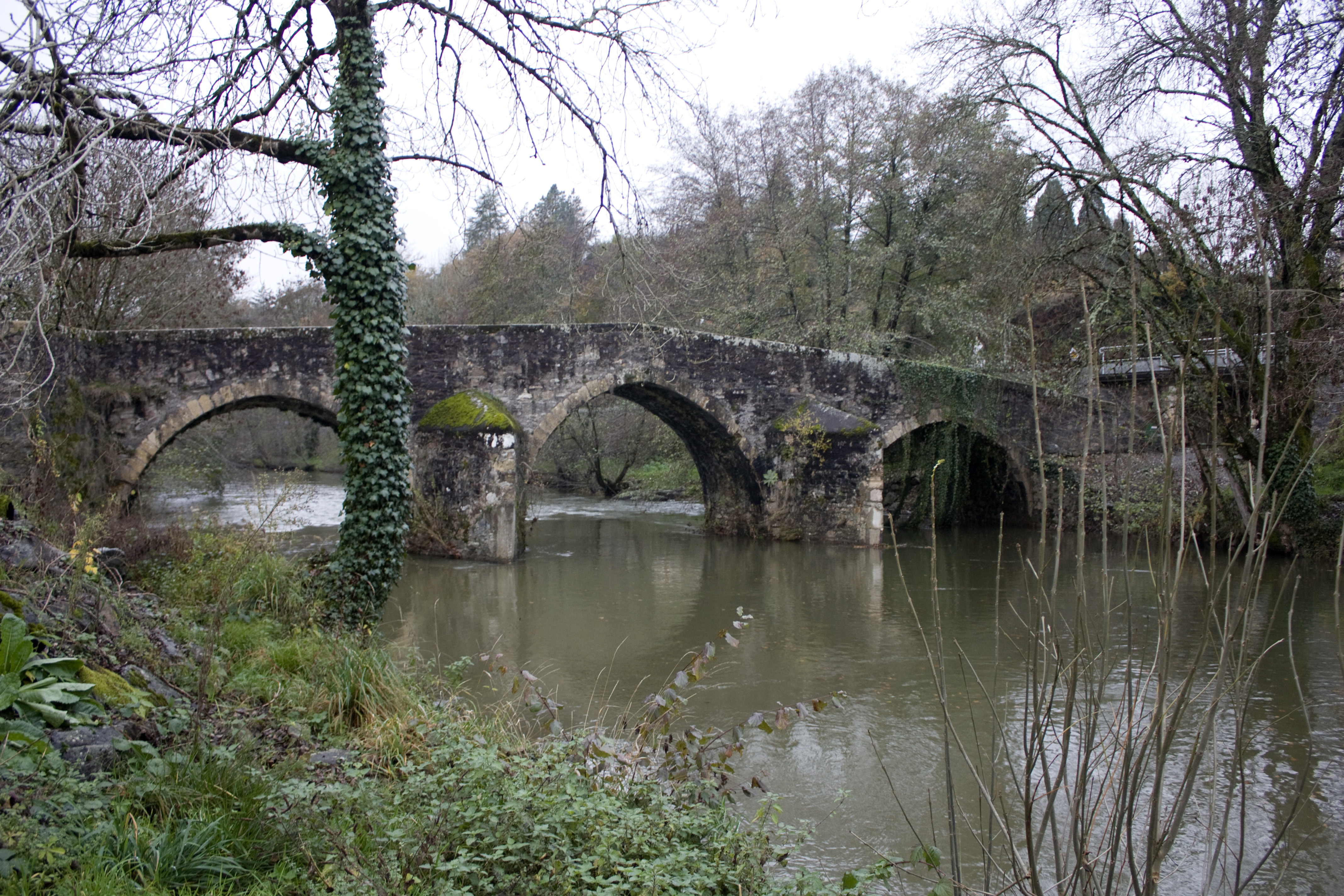
Brücke über die Célé

- Die Pfarrkirche Saint-Pierre ist ein dreischiffiger Bau des 12. und 13. Jahrhunderts, dessen Langhaus mitsamt seiner zurückhaltend gestalteten Portalfassade allerdings im 16. und 17. Jahrhundert gründlich überarbeitet wurde.
- Die dreibogige Brücke über die Célé stammt aus dem 13./14. Jahrhundert. Ihre drei Segmentbögen sind im Scheitelpunkt kaum merklich angespitzt. Die beiden in Fließrichtung spitz zulaufenden Pfeilerköpfe sorgen dafür, dass Äste und Baumstämme abgelenkt werden und sich nicht vor den Bögen verhaken. Der Fahr- und Gehweg ist mittig leicht erhöht. Das etwa 2,60 Meter breite und 33 Meter lange Brückenbauwerk wurde im Jahre 1951 als Monument historique anerkannt.[1]
- Die kleine Markthalle (halle) ist eine Gusseisenkonstruktion des 19. Jahrhunderts.